# Ray Corrigan
Ray "Crash" Corrigan (14 de febrero de 1902 – 10 de agosto de 1976) fue un actor estadounidense, conocido principalmente por su trabajo en el cine western de serie B. También fue especialista de escenas de acción, y actuó con frecuencia con un disfraz de gorila, propiedad suya, tanto en el inicio como en el final de su carrera artística.  
En 1937 Corrigan adquirió tierra en las Montañas Santa Susana y levantó un rancho cinematográfico llamado "Corriganville Movie Ranch." La instalación fue utilizada para rodaje de seriales, largometrajes y programas televisivos, así como para la exhibición de espectáculos western para turistas. Bob Hope compró la propiedad en 1966 llamándola 'Hopetown,' y en la actualidad es un Parque Regional y reserva natural.

## Carrera cinematográfica
El verdadero nombre de Corrigan era Raymond Benard, y nació en Milwaukee, Wisconsin.
Su carrera en Hollywood se inició como instructor de fitness y culturismo de las estrellas. En los inicios de los años treinta trabajó como especialista y actuó en pequeños papeles. Muchos de ellos eran bajo su disfraz de simio - por ejemplo, como un gorila en Tarzán y su compañera (1934) y un "Orangopoide" en el serial Flash Gordon. En 1936 le llegó su oportunidad interpretando papeles en dos seriales de Republic Pictures, The Vigilantes Are Coming y Undersea Kingdom, en este último como protagonista.
A la vista de todo ello, Republic firmó un contrato con él, válido desde el 25 de mayo de 1936 al 24 de mayo de 1938. Fue elegido para formar parte del trío protagonista del serial The Three Mesquiteers, interviniendo en 24 de ellos. En 1938 dejó Republic por discrepancias salariales.
Con Monogram Pictures empezó un nuevo serial, The Range Busters (una copia barata de Three Mesquiteers), con un personaje con su propio nombre. Corrigan actuó en 20 de los 24 filmes de la serie, entre los años 1940 y 1943.
Tras estas actuaciones, su trabajo en pantalla volvió a depender en gran medida de sus caracterizaciones simiescas - por ejemplo, en las películas Nabonga (1944), White Pongo (1945) y Unknown Island (1948, caracterizado como un perezoso prehistórico). La "máscara" original de gorila vista en filmes como The Ape (1940) fue reemplazada por un diseño más sutil con una mandíbula de mayor movilidad. En 1948 vendió sus trajes de gorila y entrenó a Steve Calvert, un camarero del pub Ciro's. Calvert siguió los pasos de Corrigan, y empezó en un film de Jungle Jim. Calvert y Corrigan nunca actuaron juntos con el disfraz de simio, y todas las actuaciones con el "traje Corrigan" posteriores a 1948 son de Calvert.
En 1950 Corrigan tuvo un programa televisivo titulado Crash Corrigan's Ranch, y planificó una serie televisiva con su viejo socio Max Terhune, de título Buckskin Rangers. El último film de Corrigan fue It! The Terror from Beyond Space, en el que interpretaba a la criatura del título. 

## Corriganville
En 1937 Corrigan estaba en un viaje de caza con Clark Gable cuando tuvo la idea de adquirir tierra en el Valle Simi de California y preparar su propio rancho western, similar al Iverson Movie Ranch. Dio forma al Corriganville Movie Ranch, una propiedad utilizada para muchas producciones western, tanto cinematográficas como televisivas, y en la que había diversos tipos de terreno para los rodajes, tales como lagos, montañas y cuevas. Al contrario de lo que sucedía en los decorados simples, Corriganville tenía edificios reales en los que podía vivir el personal y almacenar el equipo a fin de ahorrar tiempo y dinero, así como evitar los desplazamientos diarios para el rodaje de exteriores. Algunas de las producciones rodadas en Corriganville fueron las siguientes:
- Drums of Fu Manchu (1939)
- Fort Apache (1948)
- El llanero solitario (1949-1957)
- The Cisco Kid (1950-1956)
- The Adventures of Kit Carson (1951-1955)
- Las aventuras de Rin tin tin (1954-1959)
- Have Gun - Will Travel (1957-1963)
- Casey Jones (1957)

Con el alquiler de estas instalaciones y el montaje de espectáculos western para el público a partir de 1949, Corrigan consiguió buenos ingresos económicos. Corriganville fue finalmente vendida a Bob Hope en 1966, pasando a llamarse Hopetown.

## Apodo
El origen del apodo "Crash" no está claro. Puede deberse a la constitución física de Corrigan o a su poca habilidad como jinete. Según el mismo Corrigan en un episodio de You Bet Your Life (11 de junio de 1959), fue apodado "Crash" por el modo en que placaba a otros jugadores cuando practicaba fútbol americano. Según la información dada en el California Corrigan Steak House and Bar propiedad del actor, el origen del apodo "Crash" provenía de su trabajo como especialista y, en concreto, de los números en los que debía saltar a través de una ventana rompiendo los cristales. 

## Fallecimiento
Ray Corrigan falleció a causa de un infarto agudo de miocardio en 1976 en Brookings, Oregón. Fue enterrado en el Cementerio Inglewood Park de Inglewood, California.